# Richard Altenhoff
Pour les articles homonymes, voir Altenhoff.
Richard Altenhoff, né en 1913, cofondateur du Groupe G, le « quatrième homme », de l'attaque du XXe convoi en 1943, arrêté le 3 juillet 1943, torturé à Breendonk, et fusillé par les Allemands le 30 mars 1944 est un héros de la résistance belge. Richard Altenhoff est le directeur national de l'équipement du Groupe G. À ce titre, c'est lui qui fournit l'arme (un 6,35 mm) à Youra Livchitz qui prend part à l'attaque du vingtième convoi de déportation des Juifs de Belgique. Finalement, pour une raison inconnue, il ne prend pas part à l'attaque.
Richard Altenhoff était membre du Cercle du Libre Examen de l'Université libre de Bruxelles (ULB).

## Biographie

### Son action dans la résistance

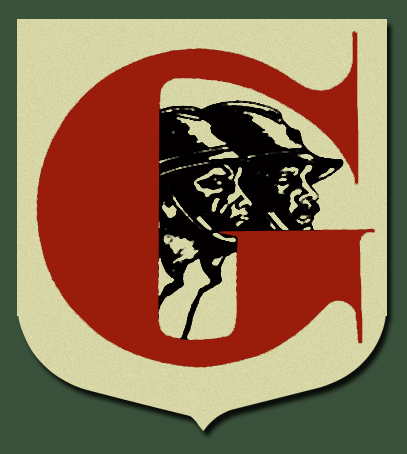
Écusson du Groupe G

Responsable de grands chantiers publics belges, Richard Altenhoff fournit de nombreux plans d'aérodromes de campagne aux alliés lorsqu'il était au renseignement du War Office qui devient en 1942, le Groupe G .

### Exécution

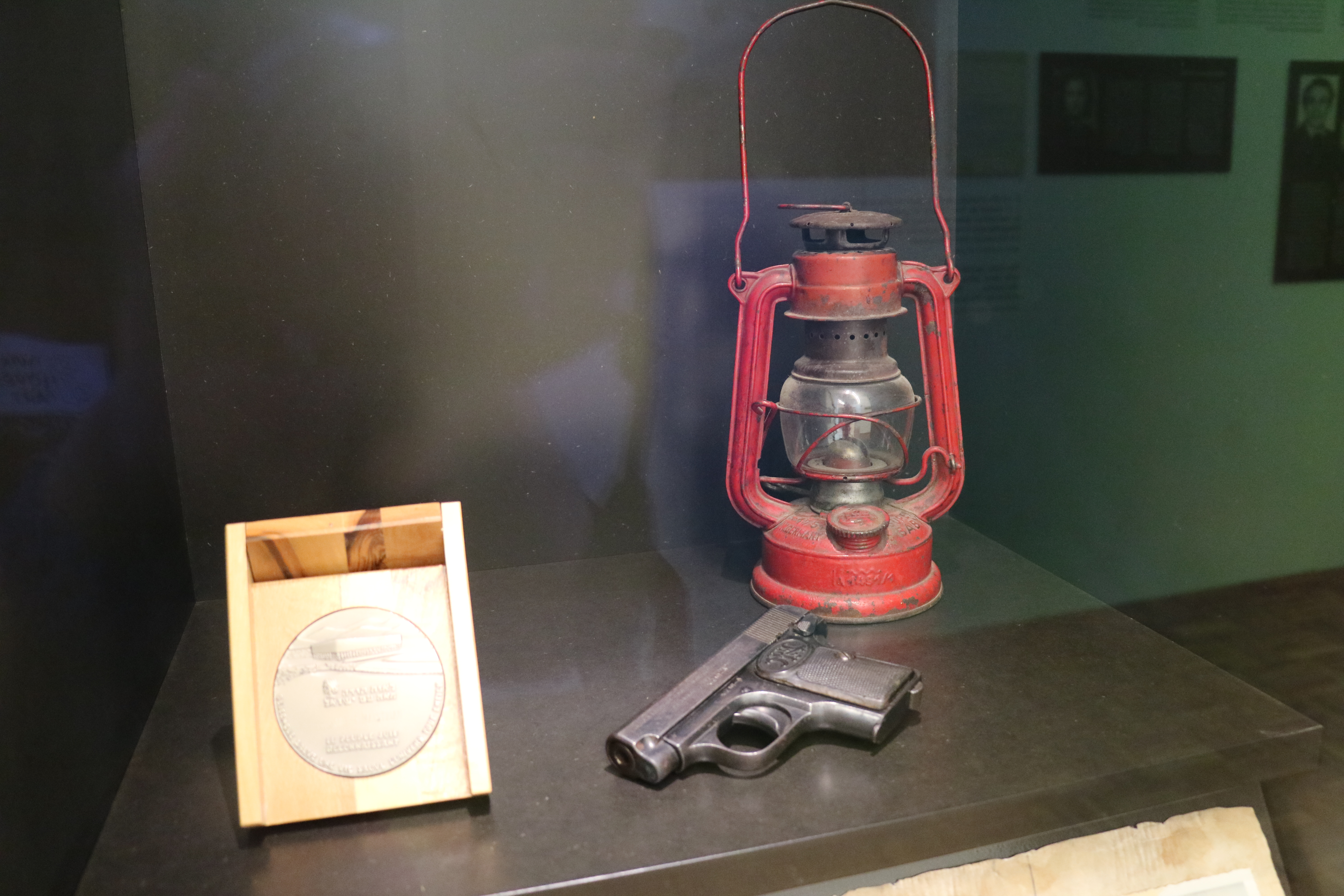
La lanterne et le pistolet conservés à la Caserne Dossin à Malines.

Avant son exécution, il adresse ces derniers mots à sa mère : « ...Maintenant c'en est fait ; je suis battu mais nullement abattu. Et sois tranquille, ils n'auront pas la satisfaction de me voir trembler. Je croyais avant que l'approche de la mort devait être une chose terrible, effrayante ; l'expérience me prouve qu'il n'en est rien ; je suis serein. Mais une chose me pèse : c'est la pensée de la peine que je vous occasionne. Maman, des centaines de milliers de soldats sont morts dans cette guerre : dans quelques heures je serai l'un d'eux. Je supporte allègrement ces heures-ci, parce que je sais que vous êtes courageux et que votre moral restera ferme. Et je veux que le jour de la victoire vous vous réjouissiez de tout cœur.
Sache que je ne regrette pas ce que j'ai fait ; je regrette seulement de m'être laissé prendre... »